# 叫鹤科
叫鹤科（学名：Cariamidae）为叫鹤目的一科，现仅存2属2种，分別為紅腿叫鶴以及黑腿叫鶴。曾被認為和鶴為近親，但現在分類上被認為其實較接近於隼形目、鸚形目、雀形目和現已絕種的駭鳥。叫鶴是一種大型鳥類，叫聲洪亮，外貌和習性與蛇鷲相似。以昆蟲、蛇、蜥蜴、蛙、鼠、小鳥等小動物為食。為南美洲的特有種，棲息於巴西、玻利維亞、阿根廷、巴拉圭與烏拉圭的草地、草原、乾燥林地與開闊森林。

## 描述
兩種叫鶴的體型都在大約 90 cm（35英寸） ，不過紅腿叫鶴（90 cm）仍稍長於黑腿叫鶴（70–85 cm）。多半在地面覓食，並且傾向於逃跑而非飛離危險（即使如此，叫鶴仍然具有短距離的飛行能力並且會在樹上歇息）。具有長腿、長頸和長尾羽與短翅膀，反映了叫鶴的生活形式。是新熱帶界中次大的地棲鳥類（僅次於鶆䴈）。

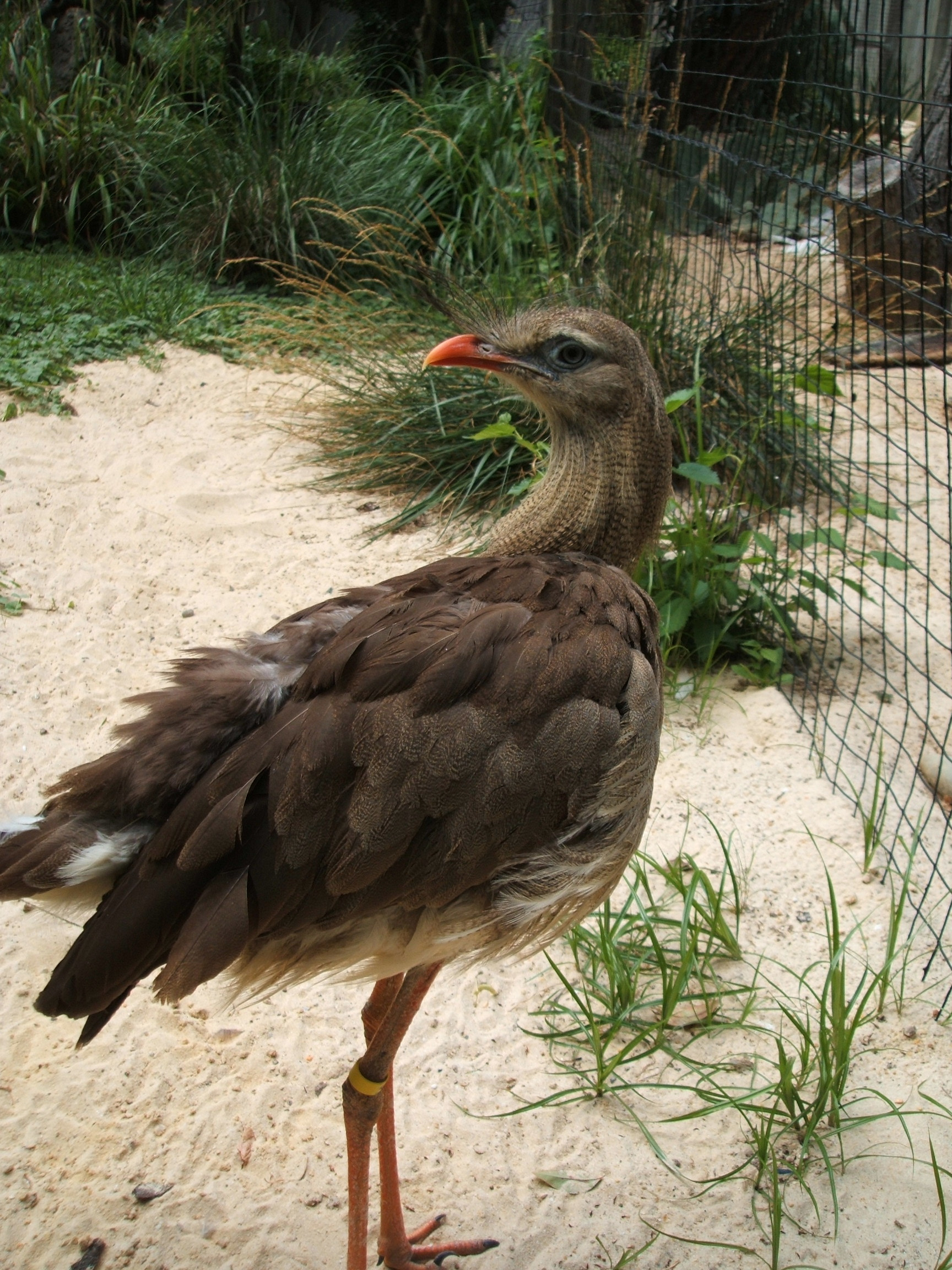
红腿叫鹤（Cariama cristata），分布于巴西东部到阿根廷中部的广大地区
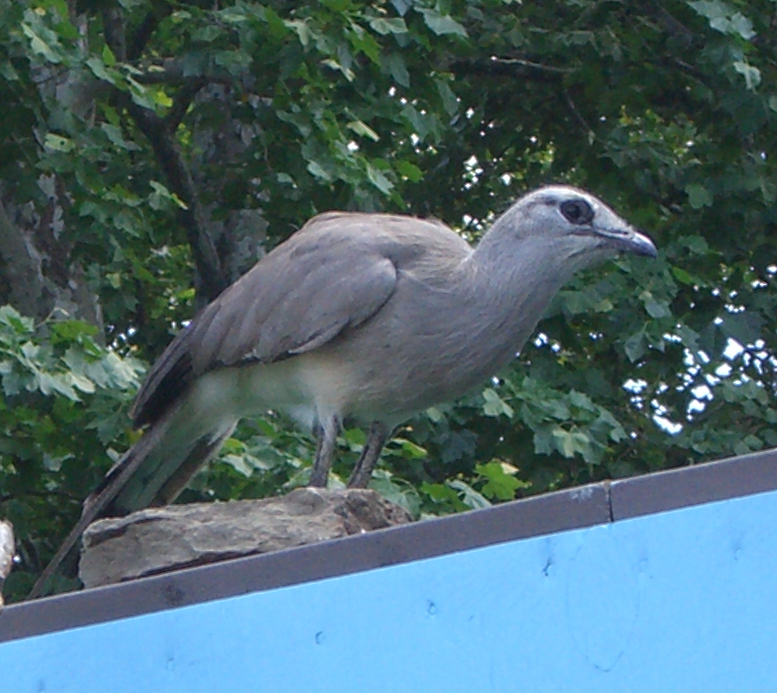
黑腿叫鶴 (Chunga burmeisteri) 體型較小，分布于阿根廷东北部和巴拉圭。
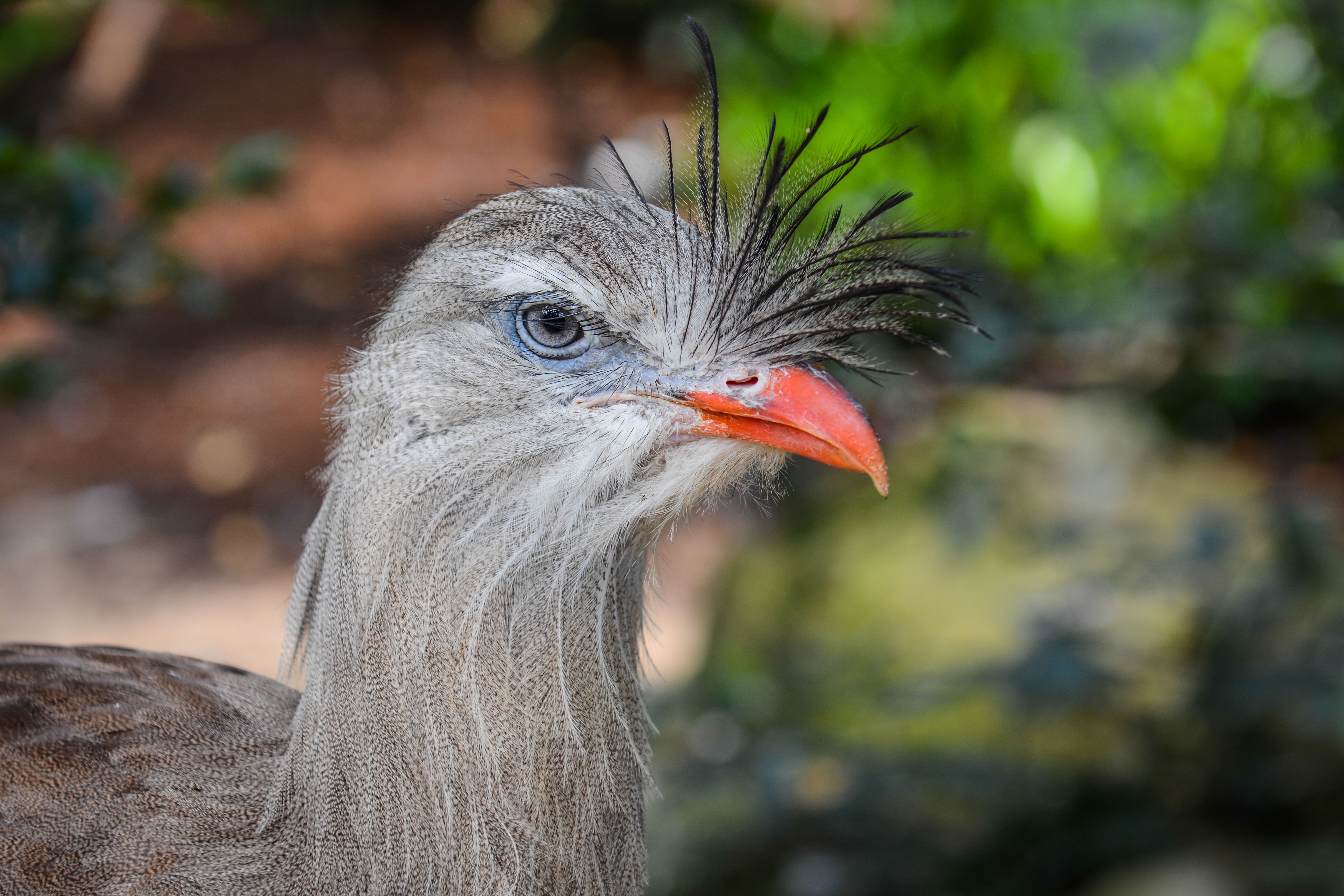
紅腿叫鶴具有在新熱帶界鳥類中獨一無二的前頭冠

## 行為與生態
在生態位上，叫鶴與南非的秘書鳥同屬於相同區位，以昆蟲、蛇、蜥蜴、青蛙、幼雛、齧齒類以及部分植物（包含玉米以及豆類）為食，時常出現在植食家畜身旁，啄取受這些動物進食時驚擾的昆蟲。叫鶴在捕捉到小型爬蟲類後，會將獵物往地面或是堅硬表面上甩（Redford 與 Peters，1986），將其骨架打碎。
如果獵物過大無法直接吞食時，叫鶴會利用利爪和尖嘴喙將獵物撕成可食用的大小。
在感覺受到威脅時，叫鶴會張開翅膀並嘗試威嚇目標。叫鶴時常成對或小群體出沒，雖然具有飛行能力，但牠們偏好待在陸地，只有在脫離掠食者時才會進行飛行。另外，叫鶴也會在樹上進行歇息或是築巢。

### 繁殖
人們對叫鶴的繁殖習性所知甚少，主要的理解都是來自於針對紅腿叫鶴的研究。配對在一起的叫鶴具有領域性並且在繁殖時會遠離其他同類，甚至會用腳爪攻擊意圖侵入地盤的個體。
叫鶴會在樹上離地約1—5米（3.3—16.4英尺）處用樹枝、樹葉以及糞便構築一個巨大堅實的鳥巢，這個巢穴的高度恰好使得叫鶴可以在不用透過飛行的情況下輕跳抵達，雌性與雄性會同時參與巢穴的構築。每次約會產下 2-3 顆白色或帶有些許棕/紫色斑點的卵，主要由雌性進行孵卵（持續 24-30 天）。幼雛會在鳥巢中待上兩週，之後會離巢和父母一同生活。這些幼雛會在四至五個月間成熟，但性成熟時間仍然未知。

## 分類

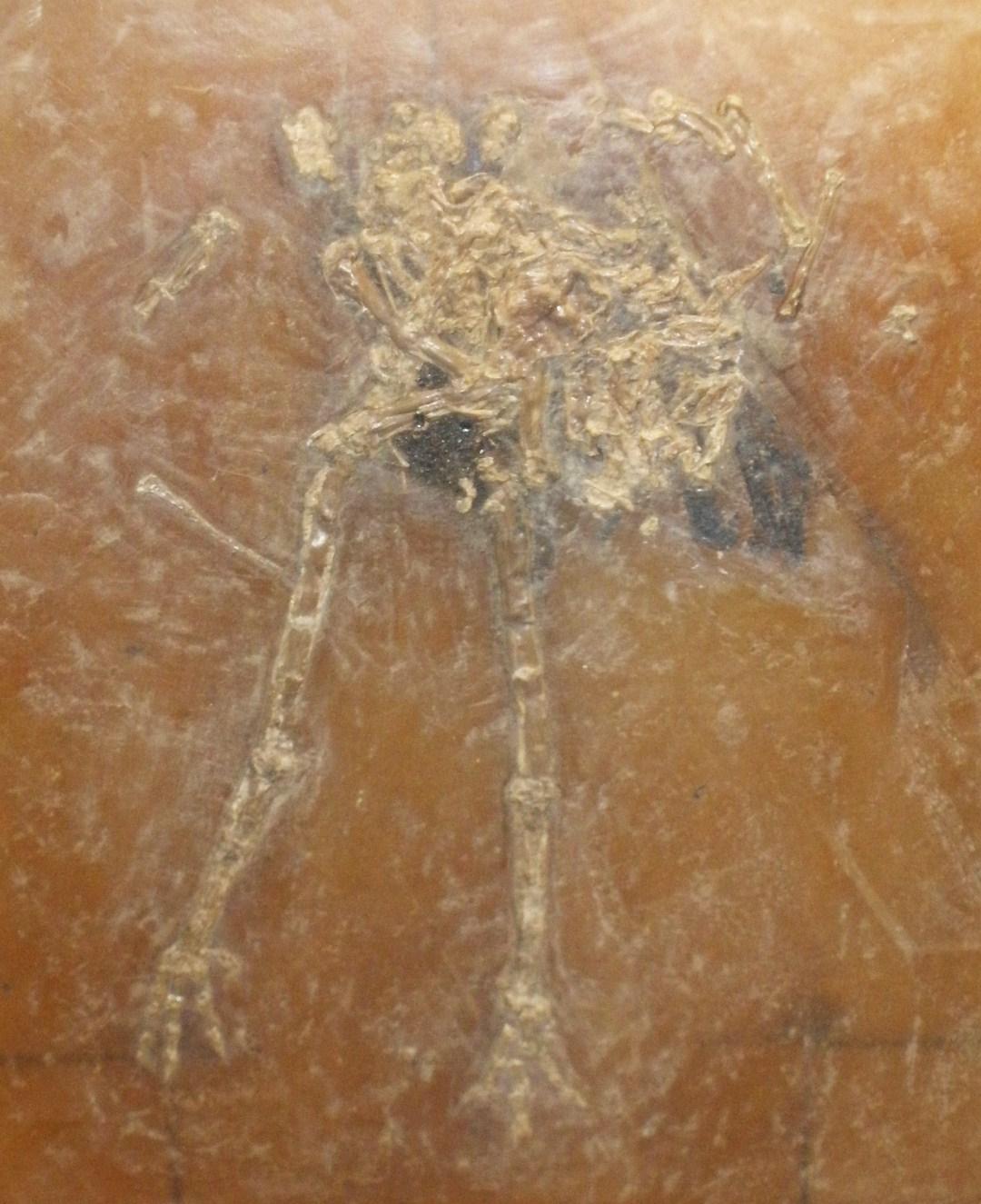
异形鸟的化石

叫鶴科現存兩種。其中紅腿叫鶴棲息於東巴西至中阿根廷。牠們會在在地面上、樹叢中、或是離地 3米（9.8英尺） 以內的樹上築巢。黑腿叫鶴則棲息於西北阿根廷與巴拉圭，只在樹上築巢。
叫鶴科的成員被認為是已絕種巨型（最高可達 3米或9.8英尺）掠食者駭鳥現存親緣關係最近的物種之一，駭鳥的化石僅在北美洲與南美洲發現。其他親緣相近的类群也包括 异形鸟科 與 高鸟科，為生活於古近紀北美洲與歐洲的物種。然而叫鶴科本身的化石紀錄卻十分缺乏，目前僅有描述兩個化石種：上新世阿根廷的 Chunga incerta 與中新世阿根廷的 Noriegavis santacrucensis。一些梅塞爾坑出土，地質年代來自始新世的化石被認為屬於叫鶴科的成員（即萨米拉鸟 與 异形鸟）。漸新世北美洲的大型掠食者 副凤冠雉属也被認為屬於叫鶴科的成員，然而這些假說還缺乏決定性的證據。
本科包括以下属：
- 叫鹤属 Cariama Brisson, 1760，红腿叫鹤属
- 黑腿叫鹤属 Chunga Hartlaub, 1860
- Noriegavis Agnolin, 2009
- Oblitavis Mourer-Chauvire, 1983
- Occitaniavis Mourer-Chauvire, 1983
- Pseudolarus Ameghino, 1891
- Riacama Ameghino, 1899
- Similiornis
- Talantatos Reichenbach, 1852-53

## 資料來源
1. 1 2  del Hoyo, J. Elliott, A. & Sargatal, J. (editors). (1996) Handbook of the Birds of the World. Volume 3: Hoatzin to Auks. Lynx Edicions. ISBN 84-87334-20-2
2. ↑  Hackett, S. J. et al. (2008) A Phylogenomic Study of Birds Reveals Their Evolutionary History. Science 320(5884):1763–1768 10.1126/science.1157704
3. ↑  Jarvis, E. D.; Mirarab, S.; Aberer, A. J.; Li, B.; Houde, P.; Li, C.; Ho, S. Y. W.; Faircloth, B. C.; Nabholz, B.; Howard, J. T.; Suh, A.; Weber, C. C.; Da Fonseca, R. R.; Li, J.; Zhang, F.; Li, H.; Zhou, L.; Narula, N.; Liu, L.; Ganapathy, G.; Boussau, B.; Bayzid, M. S.; Zavidovych, V.; Subramanian, S.; Gabaldon, T.; Capella-Gutierrez, S.; Huerta-Cepas, J.; Rekepalli, B.; Munch, K.;  et al.  (PDF). Science. 2014, 346 (6215): 1320–1331  [2018-01-07]. PMC 4405904 . PMID 25504713. doi:10.1126/science.1253451. （原始内容 (PDF)存档于2015-02-24）.
4. ↑  The Red-legged Seriema Snake Slam!
5. 1 2  Gonzaga, Luiz P. & Bonan, A. (2017). Seriemas (Cariamidae). In: del Hoyo, J., Elliott, A., Sargatal, J., Christie, D.A. & de Juana, E. (eds.). Handbook of the Birds of the World Alive. Lynx Edicions, Barcelona. (retrieved from http://www.hbw.com/node/52233 on 4 April 2017).
6. 1 2  Naish, Darren. . Darren Naish: Tetrapod Zoology. 2006-10-27  [2008-03-29]. （原始内容存档于2010-10-19）.
7. 1 2  Alvarenga, H. M. F.; Höfling, E.  (PDF). Papéis Avulsos de Zoologia (São Paulo: Museum of Zoology of the University of São Paulo). 2003, 43 (4): 55–91  [2008-03-29]. doi:10.1590/S0031-10492003000400001. （原始内容存档 (PDF)于2019-12-06）.
8. 1 2  Mayr, G., & Noriega, J. I. A well-preserved partial skeleton of the poorly known early Miocene seriema Noriegavis santacrucensis (Aves, Cariamidae).
9. ↑  Morlo, M & al. (2004): An annotated taxonomic list of the Middle Eocene (MP 11) Vertebrata of Messel. Courier Forschingsinstitut Senckenberg 252, pp 95-108.  （页面存档备份，存于）
10. ↑  . GBIF.   [2022-12-07]. （原始内容存档于2022-07-06）.